# Igreja Anglicana em Hong Kong
O Hong Kong Sheng Kung Hui, também conhecido como Igreja Anglicana em Hong Kong, é a província da Comunhão Anglicana em Hong Kong e Macau. É a 38ª Província. É também uma das principais denominações em Hong Kong e a primeira na Comunhão Anglicana a ordenar uma sacerdotisa. Como membro da Comunhão Anglicana, a Hong Kong Sheng Kung Hui está em plena comunhão com a Igreja da Inglaterra e reconhece o Arcebispo da Cantuária como líder espiritual.
Paul Kwong é o atual arcebispo e primaz de Hong Kong Sheng Kung Hui e bispo da diocese da ilha de Hong Kong com assento na Catedral de São João (Hong Kong). Andrew Chan é bispo da Diocese de Kowloon ocidental. Timothy Kwok é bispo da Diocese de Kowloon oriental. Peter Kwong é o arcebispo emérito. Peter Douglas Koon é o secretário geral da província. A igreja tem aproximadamente 29.000 membros.

## Fé Anglicana
A fé anglicana é baseada na crença de que a Bíblia, as Escrituras Sagradas do Antigo e do Novo Testamento "contêm todas as coisas necessárias para a salvação ". O Sheng Kung Hui de Hong Kong mantém ainda o ministério da Igreja que recebeu por meio do Episcopado nas três ordens de Bispos , Sacerdotes e Diáconos.

## História
Sheng Kung Hui começou em Hong Kong em 1843, seguindo o Tratado de Nanquim.  O primeiro capelão colonial foi Vincent John Stanton .  A primeira igreja chinesa, a Igreja de Santo Estêvão, foi fundada em 1865. A partir de então, no decorrer do desenvolvimento da Igreja Anglicana em Hong Kong e Macau, as igrejas continuaram a crescer e testemunharam o estabelecimento da Diocese de Victoria. ( Chinês : 教區 教區 ) em 1849 sob a Sé de Canterbury ; o estabelecimento da Diocese de Kong Yuet( chinês : 港 粵 教區 ) sob a província da Chung Hua Sheng Kung Hui (em chinês :中華 聖公會 ) em 1913, que decorreu paralelamente à diocese de Victoria, até sua resolução em 1951; e o nascimento da diocese de Hong Kong e Macau ( chinês :港澳 教區 ) em 1951, que foi posteriormente completamente separada do nacional Chung Hua Sheng Kung Hui.
No 40º Sínodo da Diocese, realizado em dezembro de 1991, foi decidido que seriam tomadas medidas para expandir a Diocese em uma província e, eventualmente, em 1998, a Província de Hong Kong Sheng Kung Hui foi estabelecida.

## Serviço social
O serviço social do Hong Kong Sheng Kung Hui começou em meados do século XVIII. Atualmente, muitas organizações de serviço social e modelos de serviço social em Hong Kong foram aqueles iniciados e promovidos pela Igreja. Os serviços prestados pela Igreja são multifacetados, incluindo serviços de assistência familiar e infantil, crianças e jovens, idosos, serviço de reabilitação, serviço de desenvolvimento comunitário e outros serviços de apoio. Atualmente, existem mais de 230 unidades que prestam serviço social administrado por Hong Kong Sheng Kung Hui.
Em janeiro de 2010, o Departamento da Receita Federal começou a buscar o SKH por impostos não pagos no valor de HK $ 180 milhões, relativos a uma parcela de terra em Tai Po que originalmente abrigava um orfanato. Em 1993, após o fechamento do orfanato, o SKH permitiu que a Cheung Kong Holdings desenvolvesse apartamentos de luxo no local, e estimava-se que obteve lucros de HK $ 450 milhões em dinheiro, além de receber 120 apartamentos gratuitamente.

## Educação

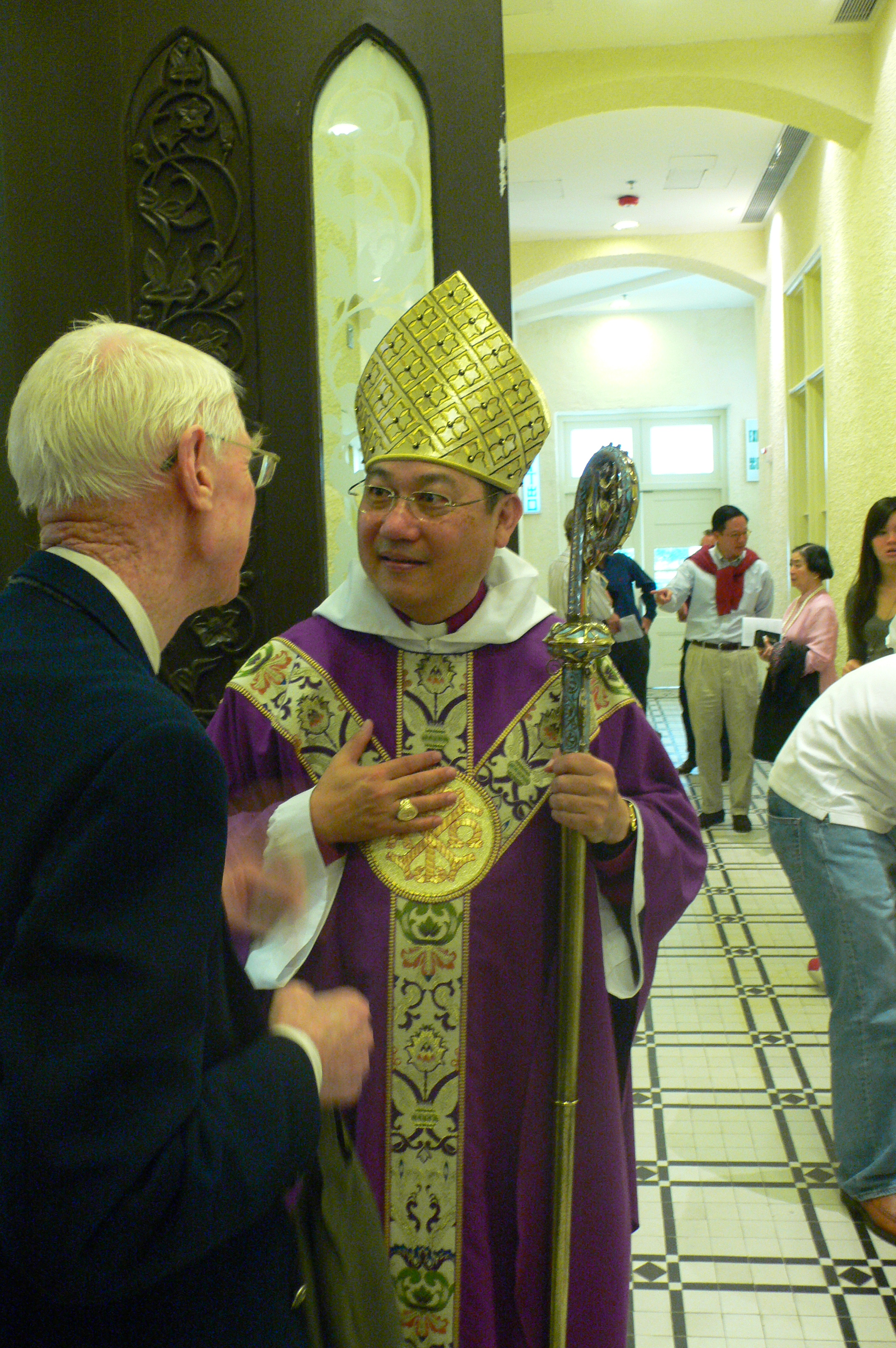
Rev. Paul Kwong, Primaz e Arcebispo de Hong Kong

Atualmente, a Igreja opera duas instituições terciárias, mais de trinta escolas secundárias, mais de cinquenta escolas primárias, mais de cinquenta jardins de infância e creches e uma escola de educação especial. Eles estão localizados em todo Hong Kong e Macau.

### Escolas primárias
- Escola Primária Sheng Kung Hui Chu Oi[11]
- Escola Primária Sheng Kung Hui Chu Oi (Lei Muk Shue)
- Escola Primária Sheng Kung Hui Ho Chak Wan[12]
- Escola Primária Sheng Kung Hui Kei Oi
- Escola Primária de Sheng Kung Hui Tsing Yi
- Escola Primária Ho Chak Wan
- Escola Primária Sheng Kung Hui Tsing Yi Chu Yan
- Escola Primária do Espírito Santo Sheng Kung Hui
- Escola Primária do Espírito Santo Sheng Kung Hui MOS
- Escola Primária da Santíssima Trindade Sheng Kung Hui
- Escola Primária de Sheng Kung Hui St Clement

### Escolas secundárias
- Escola Diocesana de Meninos
- Escola Diocesana de Garotas
- Escola Heep Yunn
- Escola Secundária da Igreja da Santíssima Trindade
- Escola Secundária Memorial Lam Woo
- Escola Secundária Chan Chan
- Escola Secundária Tang Shiu Kin
- St. Escola de Marcos
- Escola Secundária Bispo Mok Sau Tseng
- St. Colégio Coeducacional de Paul
- St. Paul's College
- St. Faculdade de Stephen
- St. Faculdade de garotas de Stephen

### Faculdade Teológica SHK

Três dioceses de HKSKH (a Área Missionária de Macau não é mostrada)

O Sheng Kung Hui de Hong Kong dirige sua própria faculdade teológica: a Faculdade Teológica Ming Hua, em homenagem ao bispo Ronald Owen Hall. O Ming Hua College foi fundado em 1947 pelo bispo R.O. Hall na então diocese de Victoria da Igreja da Inglaterra. Foi, inicialmente, dedicado à educação de cristãos leigos chineses, particularmente de contextos desfavorecidos. Em 1996, agora parte da diocese de Hong Kong e Macau, o Colégio foi renomeado para Faculdade Teológica Ming Hua de Sheng Kung Hui ("Santa Igreja Católica") e recebeu a responsabilidade de treinar padres para o ministério de tempo integral na Igreja. Este trabalho continua hoje como parte da Província Anglicana de Hong Kong e Macau, com Ming Hua sendo o centro provincial de treinamento para clérigos e leigos. A identidade mais ampla da faculdade, agora como em 1947, é incentivar a participação ativa na vida ponderada da Igreja. Ao oferecer programas teológicos de alta qualidade, o Colégio sempre incentivou os membros da Igreja Anglicana a explorar um entendimento mais profundo de sua fé. Além disso, as fortes bolsas de estudo fundadas em respeito mútuo, apoio, assistência, compreensão e tolerância entre todos os membros, ajudam o estudo da teologia em Ming Hua a ir além do Colégio e alcançar os limites mais amplos de nossas comunidades. Assim como as sociedades locais de Hong Kong, Kowloon e Macau, Ming Hua abraça perspectivas locais, nacionais e internacionais. Professores visitantes e estudiosos estrangeiros são convidados frequentes no Colégio, trocando e compartilhando com membros locais da Igreja. O Colégio também está intimamente envolvido com seus parceiros ecumênicos no território e com o Movimento dos Três Patrióticos das Igrejas Protestantes na China.